# Jacek Nawrocki
Jacek Nawrocki (ur. 20 sierpnia 1965 w Tomaszowie Mazowieckim) – polski siatkarz, trener, od sezonu 2009/2010 do 2012/2013 trener PGE Skry Bełchatów. W latach 2015–2021 selekcjoner reprezentacji Polski siatkarek.

## Życiorys
Jest absolwentem najwyżej notowanego w Tomaszowie Mazowieckim – II Liceum Ogólnokształcącego im. Stefana Żeromskiego.
Przygodę z piłką siatkową rozpoczął w Lechii Tomaszów Mazowiecki pod koniec lat 70. XX wieku. W barwach tego klubu grał do 1984.
Potem przez pięć lat występował w zespole AZS AWF Warszawa, a następnie powrócił do Tomaszowa. W 1991 był zawodnikiem Włocłavii. Przez kolejne dwa sezony ponownie reprezentował Lechię. Karierę zawodniczą zakończył w sezonie 2000/2001, grając w Skrze Bełchatów.
Pierwszą pracę szkoleniową podjął w Tomaszowie Mazowieckim, gdzie w miejscowej Lechii trenował juniorów. Pod jego dowództwem młodzieżowa drużyna kilka razy awansowała do finałów mistrzostw kraju.
Od 2001 był drugim trenerem PGE Skry Bełchatów. 9 stycznia 2009 podpisał 2-letni kontrakt. W latach 2009–2013 pełnił funkcję I trenera tego zespołu. Na stanowisku zastąpił dotychczasowego szkoleniowca Daniela Castellaniego – nowo wybranego trenera kadry narodowej – którego był asystentem. Jako I trener został mistrzem Polski w 2010 i 2011, wicemistrzem w 2012, zdobył medale Ligi Mistrzów: brązowy w 2010 i srebrny 2012, Puchar Polski 2010, 2011, 2012. Pod jego wodzą PGE zdobywała również medale Klubowych Mistrzostw Świata: srebrne w 2009 i 2010, brązowy w 2012. Po sezonie 2012/2013, w którym Skra zajęła 5. miejsce, następcą Nawrockiego został Miguel Falasca.
Na początku 2011 był pretendentem do objęcia stanowiska selekcjonera kadry polskich siatkarzy, które to pozostawało puste po tym jak 25 października 2010 roku został zwolniony Daniel Castellani. Jacek Nawrocki deklarował, iż obejmując reprezentację nie chciałby rezygnować z pracy w klubie. PZPS ostatecznie nie zgodził się na łączenie obu funkcji i nowym selekcjonerem reprezentacji został Andrea Anastasi.
Od 2012 do 2015 prowadził reprezentację juniorów, pracował jako II trener z kadrą kadetów. W latach 2013–2015 trener Szkoły Mistrzostwa Sportowego w Spale. Z reprezentacją kadetów zdobył srebrny medal Mistrzostw Europy 2013, brązowy Mistrzostw Świata 2013, złoty Mistrzostw Europy 2015. Z juniorami – srebrny medal Mistrzostw Europy 2014.
W 2015 był trenerem-koordynatorem żeńskiej drużyny Budowlanych Łódź. 2 kwietnia 2015 roku został nowym selekcjonerem reprezentacji Polski siatkarek. Zajął z nią 2. miejsce na Igrzyskach Europejskich 2015 w Baku, dotarł do ćwierćfinału Mistrzostw Europy w Piłce Siatkowej Kobiet 2015. Prowadzona przez niego drużyna nie awansowała na Igrzyska Olimpijskie w Rio de Janeiro w 2016 roku oraz na Igrzyska Olimpijskie w Tokio. Największym sukcesem Nawrockiego jako trenera polskiej kadry narodowej kobiet jest zajęcie 4. miejsca na Mistrzostwach Europy w Piłce Siatkowej Kobiet 2019. 15 września 2021 podał się do dymisji, która została przyjęta przez PZPS.
Od 16 września 2021 do 28 lutego 2022 był pierwszym trenerem zespołu Grupa Azoty Chemik Police, został zwolniony po przegranym meczu ćwierćfinału Pucharu Polski z Legionovią. 1 lipca 2022 został oficjalnie ogłoszony I trenerem zespołu Cerrad Enea Czarni Radom. 24 listopada 2022 rozstał się z klubem za porozumieniem stron.
W marcu 2023 zaczął pracę w SMS PZPS Spała, gdzie zajmuje się prowadzeniem zespołu z rocznika 2007. 

## Życie prywatne
Ukończył studia na Akademii Wychowania Fizycznego w Warszawie na kierunku trenerskim. Ma żonę, Agnieszkę oraz syna – Bartłomieja i córkę – Aleksandrę. Jest również bratem nauczyciela fizyki – Stanisława Nawrockiego.

## Sukcesy trenerskie

### PGE Skra Bełchatów
Klubowe mistrzostwa świata:
- 2009, 2010
- 2012

Mistrzostwa Polski:
- 2010, 2011
- 2012

Liga Mistrzów:
- 2012
- 2010

Puchar Polski:
- 2011, 2012

Superpuchar Polski:
- 2012

### SMS PZPS Spała
Młoda Liga:
- 2013

### Reprezentacja Polski juniorów
Mistrzostwa Europy Juniorów:
- 2014

### Reprezentacja Polski kadetów
Mistrzostwa Europy Kadetów:
- 2015

Mistrzostwa Świata Kadetów:
- 2025[15]

### Reprezentacja Polski kobiet
Igrzyska Europejskie:
- 2015